# Emili Lujza Simonds
Emili Lujza Simonds (engl. Emily Louise Simmonds; 1888 - 18.2.1966, Los Angeles) je bila američka bolničarka na radu u Srbiji tokom Prvog svetskog rata. Prvih ratnih dana 1914. godine, Mejbl Grujić došla je u Englesku da traži medicinsku pomoć za svoju zemlju. Desetak dana kasnije vratila se u Srbiju sa osmočlanom medicinskom ekipom, među kojima bile su Emili i Flora Sands. Obe su se odmah našle pored srpskih lekara u Prvoj rezervnoj bolnici u Kragujevcu. Emili je bila i jedna od prvih dobrovoljaca koji su došli u Srbiju, a definitino prva koja je imala američko državljanstvo.
Emili je ranjena u Kragujevcu, preležala je tifus u Valjevu, spasavala srpske izbeglice u povlačenju preko Albanije i na Krfu, a čak je i usled manjka lekara izvela i neke hiruške intervencije. Pored bolničkog posla, bavila se i otvaranjem i održavanjem poljskih kuhinja u Makedoniji, Grčkoj i na Solunskom frontu, kao i akcijama za prikupljanje humanitarne pomoći i sanitetskog materijala. Tako je jednom prilikom 1915. godine, nakon povlačenja vojske preko Albanije i po dolasku na jadransku obalu bila vraćena u domovinu, gde se otisnula na turneju predavanja promovišući srpsku borbu i prikupljajući donacije za srpske izbeglice. Vratila se na Krf i učestvovala u evakuaciji srpskih bolesnika i ranjenika do srpske bolnice na Korzici, a kasnije i srpske dece na jug Francuske. Kada je vojska premeštena sa Krfa na Balkanski front ona je krenula sa njima i odigrala veliku ulogu u osnivanju utočišta za srpsku decu i izbeglice u Makedoniji. 
Vratila se u SAD 1921. godine i priključila kvekerskom pokretu. Umrla je od pneumonije, u bolnici u Los Anđelesu. Uz pomoć Američkog crvenog krsta, 2006. godine u Memorijal parku podignuto joj je spomen obeležje.
Lik Emili se spominje u i televizijskom filmu o Flori Sands - Naša engleskinja.

## Spoljašnje veze
Engleske humanitarne misije u Srbiji